# 多金
多金（Dorking）是英格蘭薩里郡的一個城市，這裡有許多喬治亞和維多利亞時代的英國鄉村大屋。